# قاسم أباد (إسفراين)
قاسم أباد (بالفارسية: قاسم‌آباد) هي قرية تقع في قسم آذري الريفي (مقاطعة إسفراين) في إيران. يقدر عدد سكانها بـ 767 نسمة.